# Fictor faecalis
Fictor faecalis är en rundmaskart. Fictor faecalis ingår i släktet Fictor och familjen Diplogasteridae. Inga underarter finns listade i Catalogue of Life.